# Losheimergraben
Losheimergraben is een gehucht dat behoort tot Manderfeld, dat zelf een deelgemeente is van de Belgische gemeente Büllingen, en de Duitse gemeente Hellenthal. Het is aan weerszijden van de Belgisch-Duitse grens gelegen. Het gehucht bestaat uit een paar huizen en een rotonde waar de N626 naar Manderfeld en de N632 naar Büllingen elkaar tegenkomen. De Duitse Bundesstraße 265 van Schleiden naar Prüm is met twee verbindingswegen aan deze rotonde verbonden.

## Geschiedenis
In 1912 werd op toenmalig Duits grondgebied in de zuidflank van de Weisse Stein een diepe insnijding gemaakt voor de aanleg van wat later de Belgische spoorlijn 45A werd. De spoorlijn werd geopend in juli 1912. Losheimergraben verwijst naar een graben (gegraven insnijding) bij Losheim, een dorp enkele kilometers naar het oosten. Langs de spoorweg bevond zich station Losheimergraben. Het is niet duidelijk of het gehucht Losheimergraben al bestond vóór 1912.
De grond rond het huidige gehucht Losheimergraben was Duits tot 1920, toen het voor de helft aan België werd toegewezen. Het gehucht groeide rond de grensovergang op de weg tussen Waimes en Büllingen in het noordwesten en Prüm en Trier in het zuidoosten. Na de Tweede Wereldoorlog werd door België in 1949 opnieuw een Duits deel van Losheimergraben geannexeerd, samen met het dorp Losheim. In 1958 werden enkele Duitse plaatsen die in 1949 geannexeerd werden op basis van een nieuw Belgisch-Duits grensverdrag teruggegeven aan Duitsland (onder andere het dorp Losheim en Bildchen). Dit gebeurde echter niet voor de verkeersrotonde die in zijn geheel Belgisch bleef. De grenspost naar België is ondertussen opgeheven en slechts enkele vlaggen herinneren aan de - nu open - grens.
Losheimergraben is bekend door een toevallig treffen - op 16 december 1944 - tussen een Amerikaanse verkennerseenheid en een Duitse parachutisteneenheid. De verkennerseenheid, hoewel niet als gevechtseenheid toegerust, slaagde erin om de parachutisteneenheid zware verliezen toe te brengen wat van groot belang was bij het verdere verloop van het Ardennenoffensief. Een plaquette die deze gebeurtenis memoreert bevindt zich aan de N626 op Belgisch grondgebied.

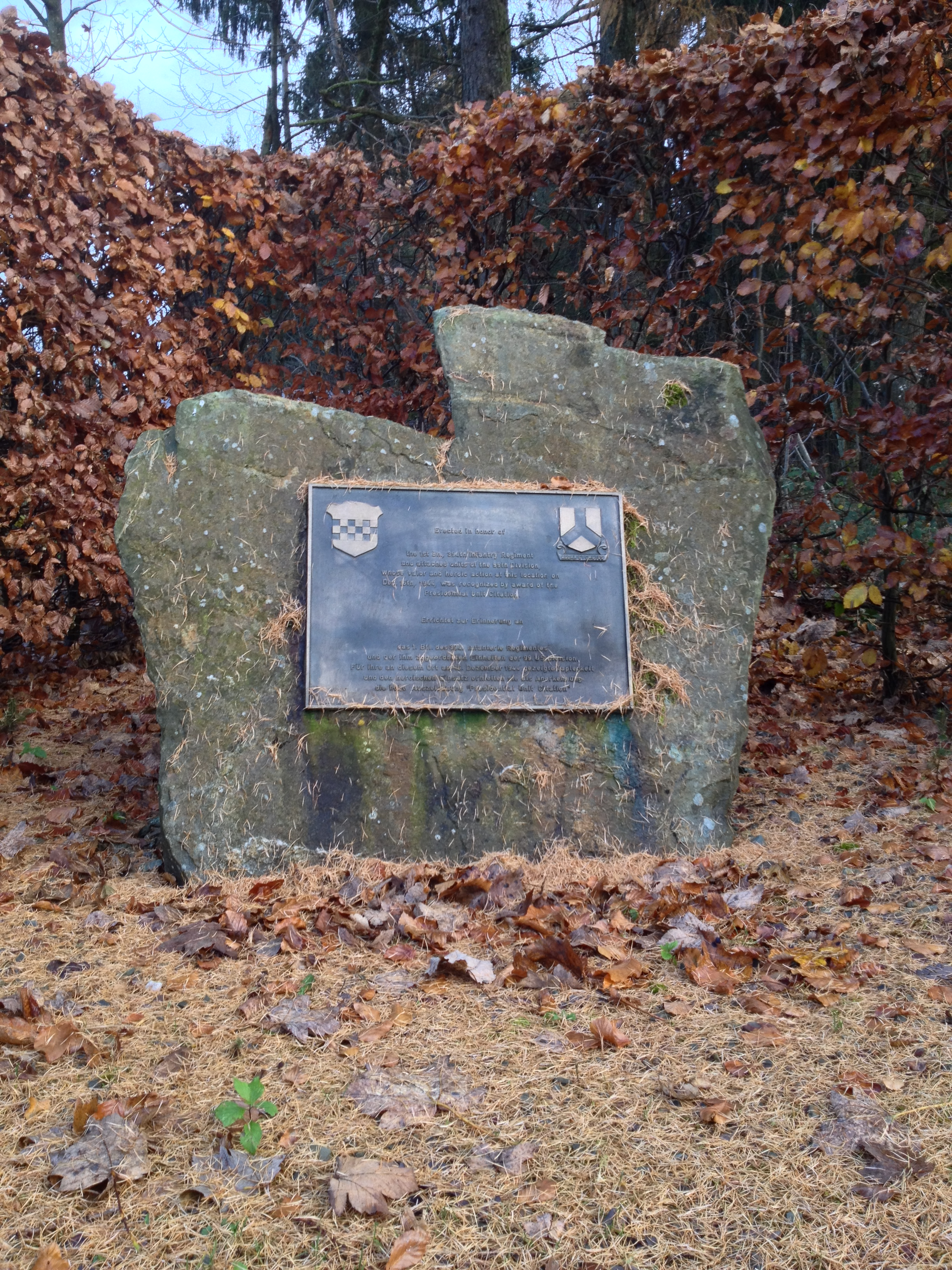
Monument voor het 394e Amerikaanse regiment

## Natuur en landschap
Losheimergraben ligt op ongeveer 670 meter hoogte boven de zeespiegel. In de nabijheid van het gehucht ontspringen de rivieren de Kyll, de Warche en de Our. Losheimergraben ligt op de waterscheiding tussen de stroomgebieden van de Maas (vanaf de Warche) en de Rijn (vanaf Kyll en Our).

## Sport en recreatie
Bij voldoende sneeuwval zijn er drie langlaufpistes en kunnen er ter plaatse ski's gehuurd worden.

## Nabijgelegen kernen
Losheim, Udenbreth, Hünningen, Mürringen, Lanzerath

Deelgemeenten: Büllingen · Manderfeld · Rocherath

Overige kernen: Afst · Allmuthen · Andler Mühle · Berterath · Buchholz · Eimerscheid · Hasenvenn · Hergersberg · Holzheim · Honsfeld · Hüllscheid · Hünningen · Igelmonder Hof · Igelmondermühle · Kehr · Krewinkel · Krinkelt · Lanzerath · Losheimergraben · Medendorf · Merlscheid · Mürringen · Weckerath · Wirtzfeld

Belgische gemeenten · Duitstalige Gemeenschap · Arrondissement Verviers · Luik · Wallonië